# Sean Maher
Sean Maher (Pleasantville, 4 aprile 1975) è un attore statunitense.

## Biografia
Diplomato alla Byram Hills High School, Maher si iscrive alla New York University dove nel 1997 consegue la laurea in drammaturgia, Sean è meglio conosciuto per il ruolo di Simon Tam nella serie di fantascienza Firefly.
Ha lavorato in diverse produzioni, tra cui Yerma e Into the Woods. Sean ha interpretato il personaggio di Ryan Caulfield, un poliziotto novellino, nella serie TV Ryan Caulfield: Year One. Nel 2000 è stato uno dei personaggi principali della serie TV della Fox The $treet, ed è anche apparso nella serie televisiva Cinque in famiglia (nel ruolo di Adam Matthews) e CSI: Miami.
Maher riprende il suo ruolo di Firefly nel film Serenity (2005). L'attore è anche stato scritturato come nuovo capo interno di un ospedale nella nuova serie Halley's Comet. È apparso nel 2005 su Lifetime Television nel film The Dive From Clausen's Pier come nuovo interesse amoroso di Michelle Trachtenberg. È anche apparso come Brian Piccolo nel remake del 2001 di La canzone di Brian. Dopo essersi preso una breve pausa, Sean torna sugli schermi TV nel 2009 come guest star in Lifetime, episodio pilota di Drop Dead Diva, seguito nel 2010 come guest star nella seconda stagione di The Mentalist sulla CBS e nella prima stagione della Fox, Human Target. Appare come guest star nella seconda stagione di Warehouse 13. Nel 2011 interpreta un personaggio ricorrente nella serie televisiva The Playboy Club.

## Vita privata
Dichiaratamente omosessuale, Maher vive a Los Angeles con il compagno Paul e con i due figli adottati Sophia Rose (nata nel 2007) e Liam Xavier (nato nel 2010).

## Filmografia parziale

### Attore
- Ryan Caulfield: Year One - Serie TV, 7 episodi (1999)
- Cinque in famiglia - Serie TV, 7 episodi (2000)
- The Street - Serie TV, 12 episodi (2000-2001)
- Firefly - Serie TV, 14 episodi (2002-2003)
- CSI: Miami - Serie TV, 1 episodio (2003)
- Il pontile di Clausen - Film TV (2005)
- Amore in sciopero (Wedding Wars), regia di Jim Fall - film TV (2006)
- Drop Dead Diva - Serie TV, 1 episodio (2009)
- The Mentalist - Serie TV, 1 episodio (2010)
- Human Target - Serie TV, 1 episodio (2010)
- Warehouse 13 - Serie TV, 1 episodio (2010)
- The Playboy Club - Serie TV, 7 episodi (2011)
- Forse li conosci (People You May Know), regia di J.C. Falcón (2016)

### Doppiatore
- Batman: Hush (film) – regia di Justin Copeland (2019)
- Teen Titans Go! Vs. Teen Titans – regia di Jeff Mednikow (2019)

## Doppiatori italiani
- Daniele Barcaroli in Firefly
- Giorgio Borghetti in CSI: Miami
- Francesco Bulckaen in Serenity
- Tony Sansone in The Mentalist
- Massimo Triggiani in Batman: Hush